# Sicke

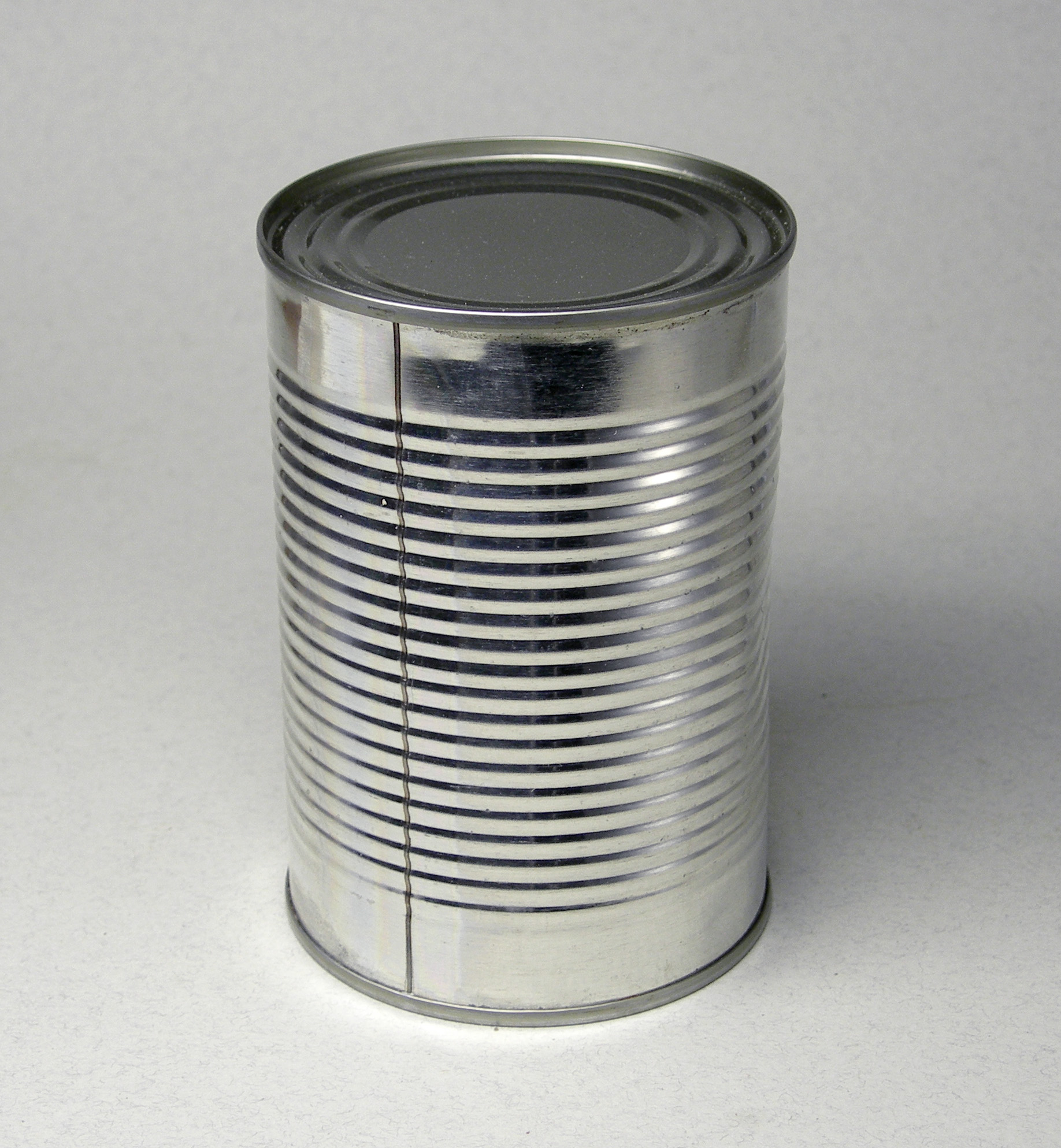
Gesickte Konservendose

Eine Sicke ist eine rinnenförmige Vertiefung, die häufig der Versteifung von dünnwandigen Bauteilen gegen Verformung oder Schwingung dient. In plastisch verformbares Material (z. B. Blech) getriebene Sicken werden auch als Verprägung bezeichnet, scharfkantige Sicken auch als Falz.

## Erscheinungsformen
Die vertiefte Seite der Sicke kann auch als Nut bezeichnet werden und die erhabene Seite als Rippe oder Grat.
Im Karosseriebau haben versteifende Sicken häufig auch eine gestalterische Funktion.
Zylindrische Bauteile wie Rohre und Gefäße wie Konservendosen können sowohl durch umlaufende Sicken als auch durch Sicken in Längsrichtung versteift werden.
Anstelle von Sicken werden dünnwandige Bauteile heute vermehrt auch durch angeklebte oder -geschweißte Leisten verstärkt.
Linienförmige Versteifungen oder linienförmig hervortretende oder vertiefte Ornamente in Vollmaterial werden nicht als Sicken bezeichnet, sondern als Rippen.
Ein Sonderfall sind Sicken am Papp- oder Kunststoffkonus von elektrodynamischen Lautsprechern (s. folgender Abschnitt). Hier ist der Konus selber bereits ausreichend steif. Um ihn zum Schwingen bringen zu können, wird der äußere Umfang des Konus mit einer eingeprägten Sicke versehen oder dem steiferen Konus ein umlaufender Sicken-Ring aus einem weicheren Material angefügt.

## Fertigung

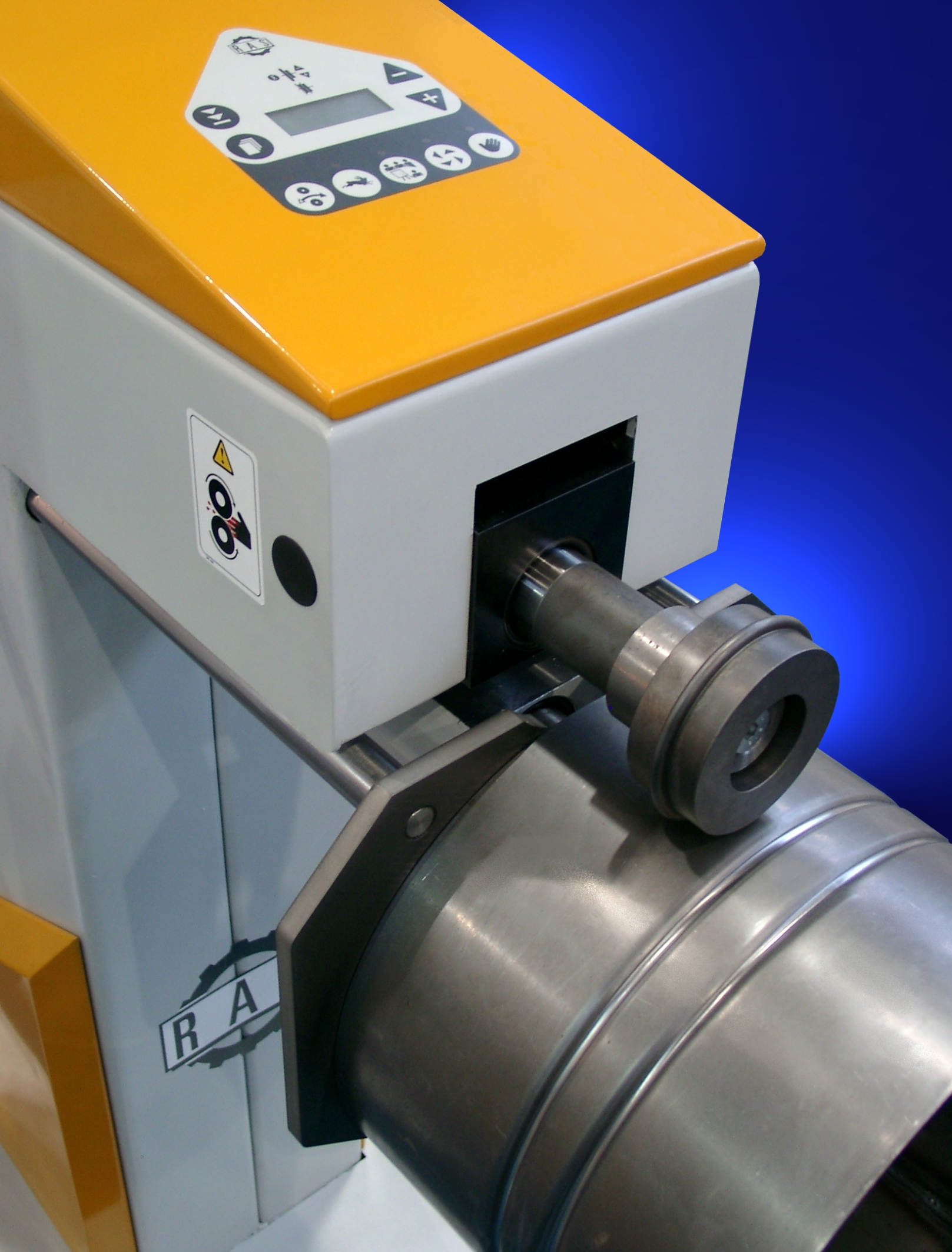
Prägung einer Sicke in ein zylindrisches Rohr aus Blech

Die Sicke wird manuell mit Sickenhammer auf einem Sickenstock oder maschinell mit der Sickenmaschine und der Hilfe zweier Sickenrollen in das Blech getrieben. Es gibt Sickenrollen für verschiedene Formen.
Eine große Bedeutung haben Sicken im Karosseriebau: dort dienen sie zur Vermeidung von Dröhngeräuschen bei großen, ebenen Blechen, vor allem aber zur lokalen Versteifung der gesamten Karosserie.
Ferner können Sicken bei richtiger Auslegung Spannungsspitzen im Blech abbauen, die durch Umformprozesse hervorgerufen wurden.
Eine Sonderrolle spielen Raffsicken oder auch Verbrauchssicken. Sie dienen beim Tiefziehen dazu, überschüssiges Blechmaterial aufzunehmen und so Oberflächenstörungen und Faltenbildung zu vermeiden.
Die Wirksamkeit einer Sicke hängt im Wesentlichen von folgenden Faktoren ab:
- Lage
- Form
- Verlauf
- Radien
- Anordnung verschiedener Sicken zueinander.

Ferner muss geprüft werden, welcher Belastung ein versicktes Blech ausgesetzt ist. Folgende Belastungsarten treten in der Regel auf:
- Torsion, Schub, Normalkraft.

Es gibt keine „ideale“ Sicke, jedoch gelten einige Grundsätze:
- Ein gedachter Schnitt durch ein versicktes Blech muss immer mindestens eine Sicke schneiden.
- Kreuzungen von Diagonal-Sicken sind zu vermeiden, da sie unter Umständen die Steifigkeit herabsetzen und in den Knotenpunkten Spannungsspitzen entstehen (die gern verwendete X-Sicke ist demnach eine konstruktiv ungünstige Lösung).
- Je ungleichmäßiger der Verlauf einer Sicke, desto höher ihre Versteifungswirkung.
- Bleche mit Rechteckumfang sollten mit rund verlaufenden Sicken versehen werden und umgekehrt.

## Galerie

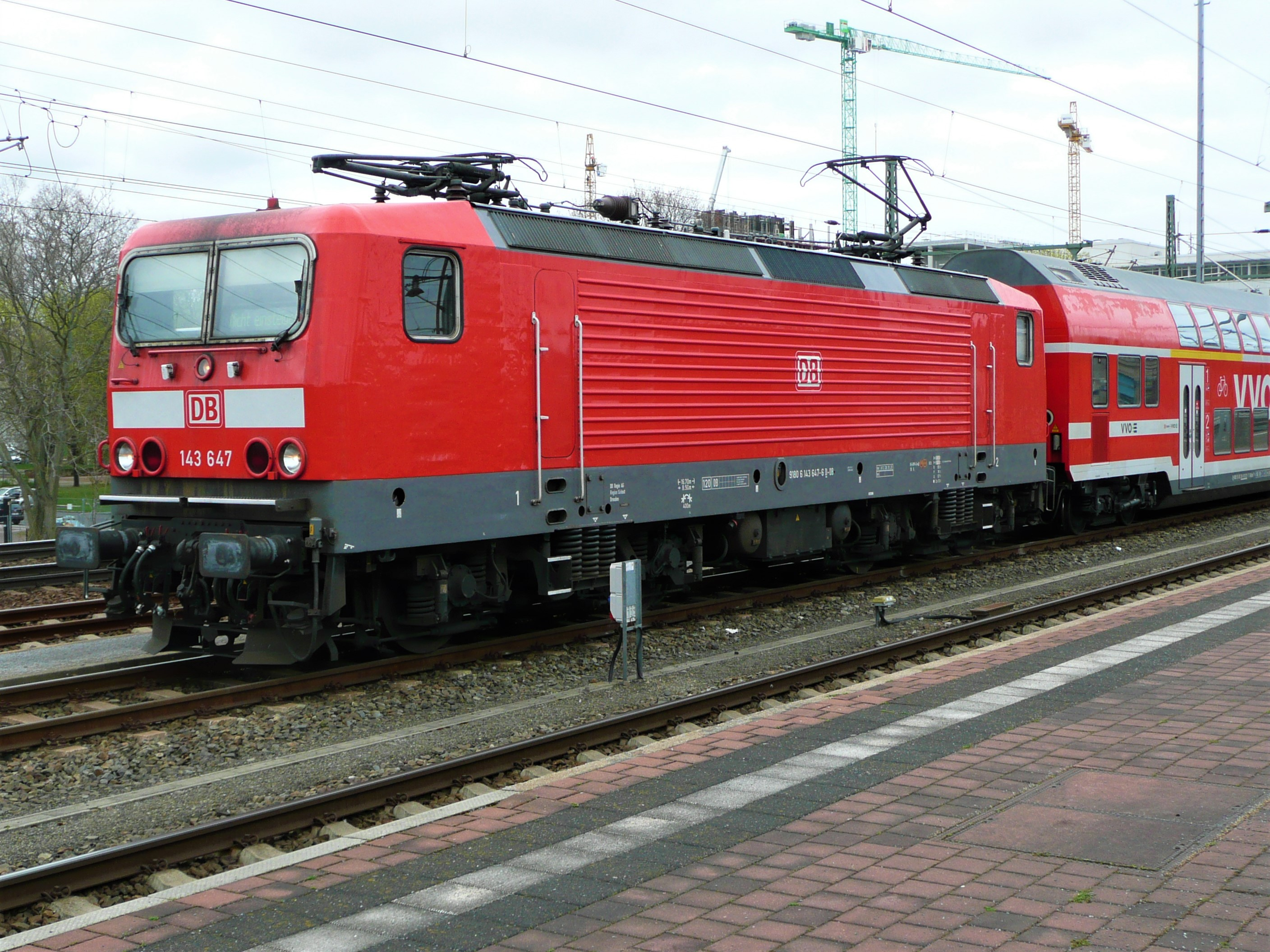
Lokomotive der DR-Baureihe 243 mit gesickten Seitenwänden
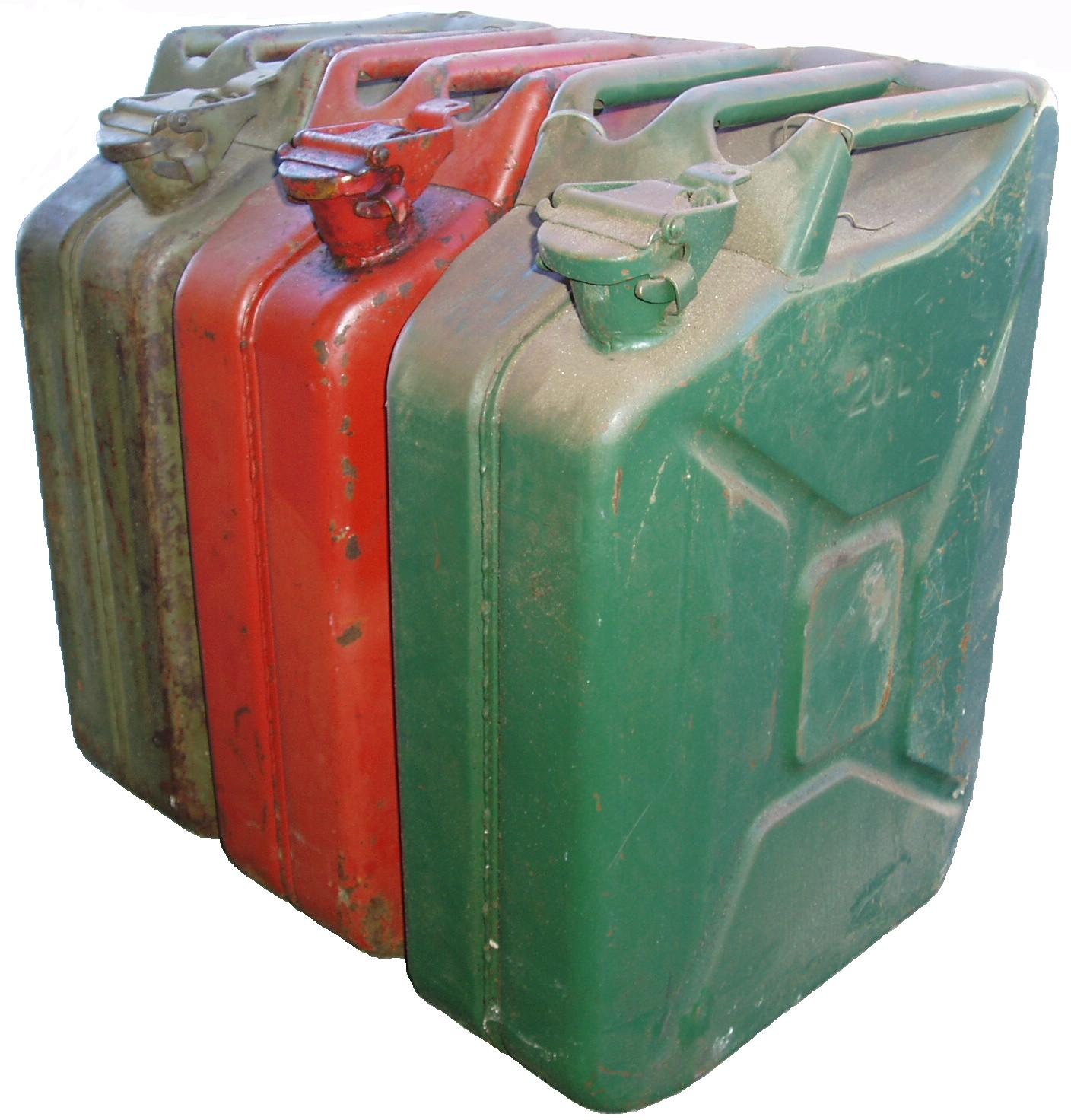
Farbige Kanister aus Stahlblech mit durch Sicken verstärkten Seitenwänden
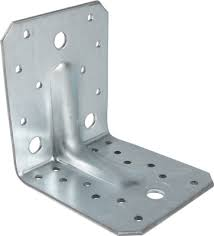
Winkelverbinder
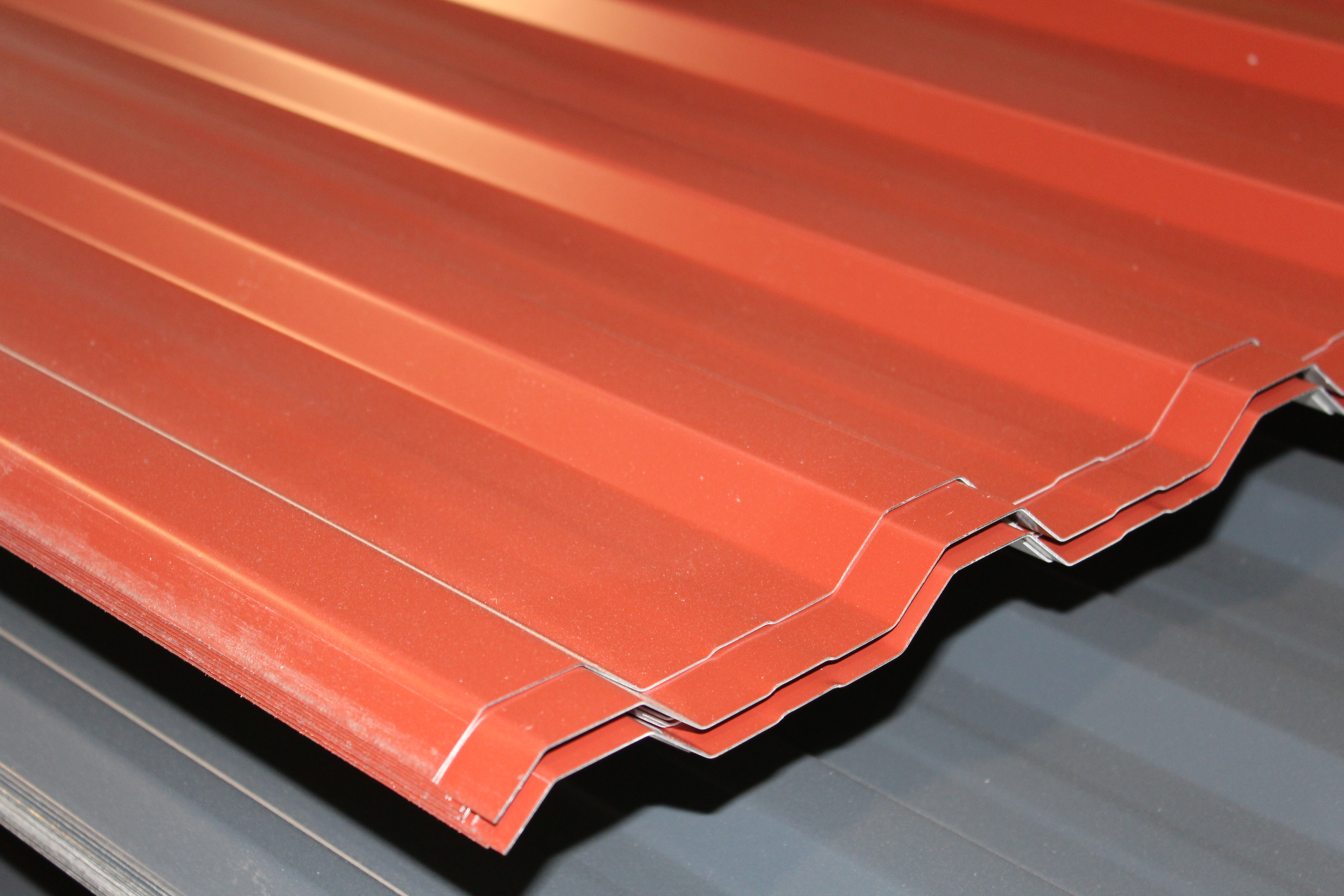
Trapezblech
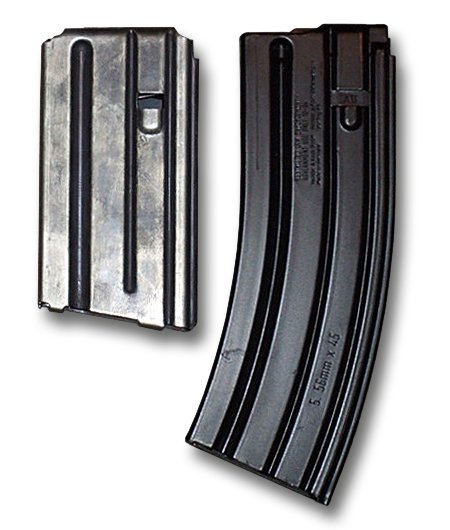
Magazin

## Lautsprecherbau
Bei elektrodynamischen Lautsprechern wird der äußere gelenkige Teil am Konus als Sicke bezeichnet. Die Sicke dient der luftdichten beweglichen Verbindung des Konus mit dem Korb und der Dichtung, die am Korb umläuft. Sie besteht, je nach Anwendungsfall, aus unterschiedlichen Materialien (Papier, Gummi, Textil etc.). Sicken aus Gummi oder Schaumstoff sind im Querschnitt meist halbkreisförmig gewölbt, solche aus Papier oft im Querschnitt eine Wellenlinie. Lautsprechersicken sind aufgrund der dauernden Biegebelastung einem Verschleiß unterworfen, solche aus Schaumstoff zerfallen oft nach einigen Jahren; sie werden oft samt Konus, Schwingspule und Spinne ausgetauscht.